# God Is a Bullet
God Is a Bullet è considerato il nono album in studio del gruppo gothic rock britannico The Mission, pubblicato nel 2007.

## Tracce
1. Still Deep Waters – 3:10
2. Keep It in the Family – 3:59
3. Belladonna – 3:34
4. To Love & The Kill with the Very Same Hand – 4:27
5. Aquarius & Gemini – 3:42
6. Blush – 3:47
7. Chinese Burn – 4:59
8. Father – 5:55
9. Hdshrinkerea – 4:28
10. Draped in Red – 4:55
11. Running with Scissors – 4:27
12. In Silhoutte – 4:05
13. Dumb – 4:49
14. Absolution – 4:46
15. Grotesque – 6:34